# Tunnel du Parpaillon
Le tunnel du Parpaillon est un tunnel de France situé dans les Alpes, dans le massif du Parpaillon, entre les Alpes-de-Haute-Provence et les Hautes-Alpes, au sud-est d'Embrun et au nord de Barcelonnette. Il permet d'éviter le passage de la route au col du Parpaillon situé à 2 783 mètres d'altitude entre le Grand et le Petit Parpaillon.

## Présentation
La route et le tunnel ont été construits par le génie militaire entre 1891 et 1900, sous la direction du général Henri Berge, afin d'assurer une liaison vers l'arrière pour le fort de Tournoux situé en haute Ubaye.

Le tunnel  passe 150 m sous le col. Long de 468 m, haut de 5,30 m et large de 3,50 m, il est voûté et construit en maçonnerie. Fermé à plusieurs reprises par suite de risques d'effondrement, il est interdit depuis le 12 juillet 2024 en raison d'un éboulement qui bloque son entrée côté sud-est.

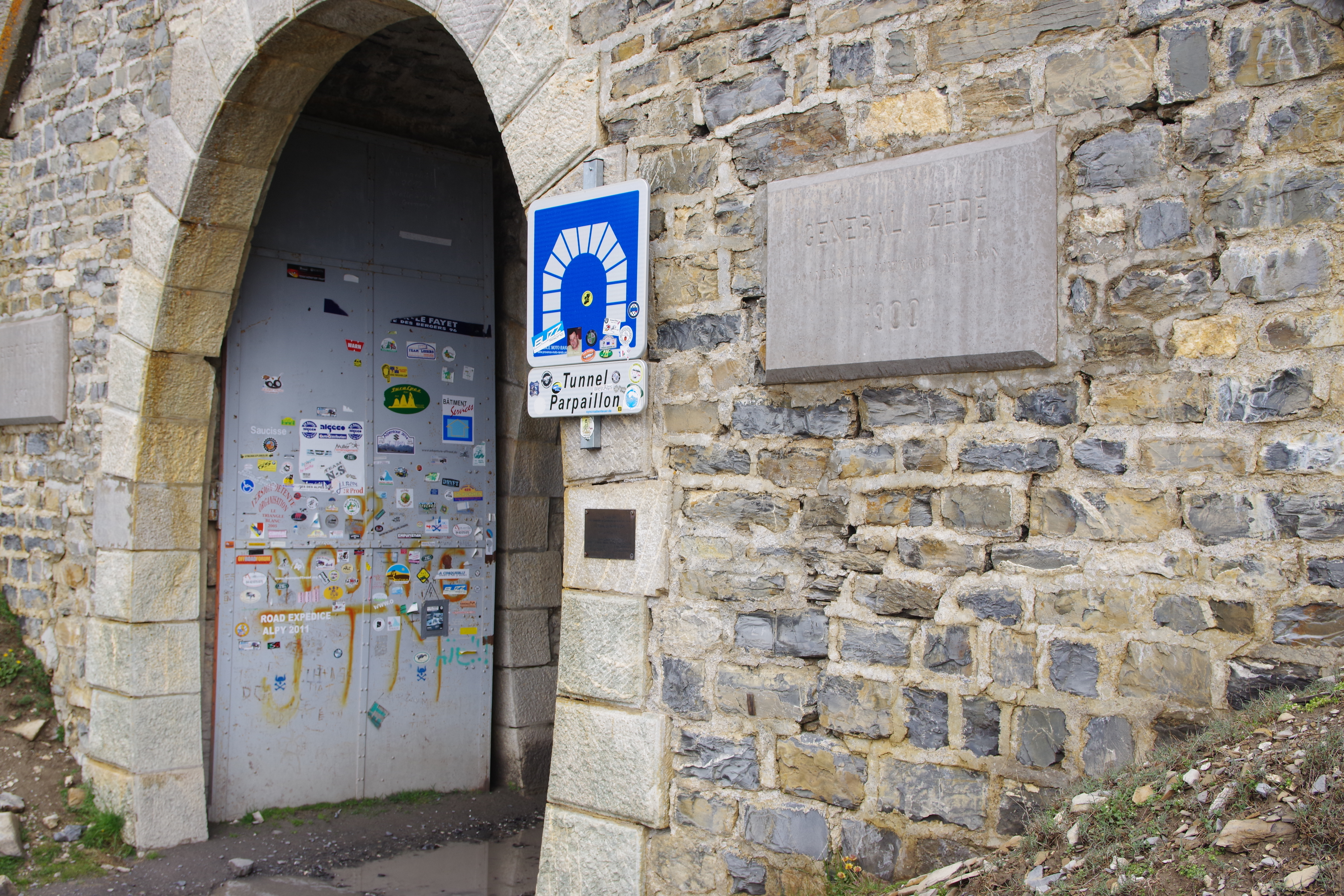
L'entrée sud du tunnel.